# Berosus metalliceps
Berosus metalliceps – gatunek chrząszcza z rodziny kałużnicowatych i podrodziny Hydrophilinae.
Gatunek ten opisany został w 1882 roku przez Davida Sharpa, który jako miejsce typowe wskazał Islas Marías.
Chrząszcz o ciele długości 4 mm. Ubarwienie głowy metalicznie czarne, przedplecza jednolicie jasne, a pokryw jasne z ciemnymi paskami w rzędach i ciemnymi plamkami w ⅔ długości pierwszego międzyrzędu. Wierzchołki pokryw pełne, zaokrąglone. Śródpiersie z blaszkowatym, trójkątnym wyrostkiem o zębie przednim skierowanym ku tyłowi. Na piątym widocznym sternicie odwłoka prostokątne wycięcie bez ząbków środkowych, a na pierwszym widocznym sternicie podłużny położony między biodrami tylnych odnóży. Samiec ma paramery znacznie krótsze od edeagusa, zaokrąglone na szczytach, a sam edeagus w widoku bocznym o falistym grzbiecie i w widoku brzusznym ze szpatułkowatym wierzchołkiem.
Owad znany z Kalifornii, Bahamów, Meksyku i kubańskiej prowincji Camagüey.